# Коловертівська сільська рада
Коло́вертівська сільська́ ра́да — орган місцевого самоврядування в Корецькому районі Рівненської області. Адміністративний центр — село Коловерти.

## Загальні відомості
- Коловертівська сільська рада утворена в 1946 році.
- Територія ради: 24,589 км²
- Населення ради: 554 особи (станом на 2001 рік)
- Територією ради протікає річка Ревуха, права притока річки Стави.

## Населені пункти
Сільській раді підпорядковані населені пункти:
- с. Коловерти

## Склад ради
Рада складається з 14 депутатів та голови.
- Голова ради: Онищук Любов Олексіївна
- Секретар ради: Власюк Марія Олександрівна

### Керівний склад попередніх скликань
| Прізвище, ім'я, по батькові | Основні відомості                                                                       | Дата обрання | Дата звільнення |
| --------------------------- | --------------------------------------------------------------------------------------- | ------------ | --------------- |
| Онищук Любов Олексіївна     | Сільський голова, 1954 року народження, освіта середня спеціальна, член Народної партії | 26.03.2006   | 31.10.2010      |
| Онищук Любов Олексіївна     | Сільський голова, 1954 року народження, освіта середня спеціальна, член Народної партії | 31.10.2010   |                 |

Примітка: таблиця складена за даними сайту Верховної Ради України